# Minky
Le Minky est un tissu en microfibre, très doux, utilisé en particulier pour la fabrication d’accessoires pour bébés.

## Composition et description
Également connu sous le nom de tissu en microfibre ou tissu peluche, le Minky est un tissu synthétique hypoallergénique ultra-doux composé à 100% de fibres de polyester tressées en  poids et hauteurs variables,.
La majorité du tissu minky sur le marché est unilatéral, ce qui signifie que la texture plus douce et semblable à de la fourrure n'est que sur un côté mais il peut exister en version avec les deux côtés dotés de cette texture.

## Utilisation
- Couvertures bébé ;
- peluches ;
- couches lavables ;
- ameublement ;
- torchons anti-poussière…
- petits vêtements enfants (sweatshirts)

## Entretien
Le Minky peut être passé à la machine à laver, sur mode doux de préférence. Il peut être mis au séchoir, à air tiède ou froid.